# Când vine pisica
Când vine pisica, grafiat la acea vreme Cînd vine pisica, (titlul original: în cehă Až přijde kocour) este un film de comedie fantastico-lirică cehoslovac, realizat în anul 1963 de regizorul Vojtěch Jasný, fiind un important reper al noului cinematograf ceh, filmul abordând satiric problemela morale ale epocii, la modul unei fabule moderne. Protagoniști sunt actorii Jan Werich, Emília Vášáryová, Vlastimil Brodský, Vladimír Menšík.

## Conținut
Într-un mic orășel de provincie aflat undeva în Moravia, viața decurge liniștit, aproape monoton, fără evenimente deosebite. Oliva, unul din locuitori, ne prezintă unii dintre concetățeni, fără să-i omită pe copii care ca și niște mici Picasso, pictează zidurile orășelului cu cretă colorată, sau pe Janek, bărbat în putere, care mereu simulează că e bolnav ca să nu lucreze, pe autoritarul director al școlii și pe omul de serviciu din școală care era ca un lacheu al șefului său. Nu lipsesc din prezentare nici profesorul Robert, cu nemulțumirile sale în dragoste, secretara școlii, sau șeful de restaurant care din bacșiș putea să-și cumpere mașină.  
Când profesorul Robert îl invită pe Oliva la o oră de desen ca să stea model pentru copii care vor să îl deseneze, aceștia îl roagă a nu știu câta oară, să le spună cum s-a îndrăgostit el de frumoasa Diana. Așadar Oliva le povestește despre Diana care era acrobată la circ și avea o mâță care purta tot timpul ochelari. Acești ochelari erau însă miraculoși pentru că atunci când i se scoteau, pisica privind la oamenii din jurul ei, îi delimita pe oamenii de bună credință de ceilalți care își schimbau culoarea după starea lor sufletească și mai ales în funcție de caracterul lor. Astfel ipocriții, mincinoșii și carieriștii deveneau violet, infidelii primeau culoarea galbenă, hoții și borfașii deveneau gri iar de culoare roșie erau îndrăgostiții. Fascinați de misterioasa pisică, mulți copii o desenează după închipuirea lor.
Liniștea și monotonia cotidiană se termină când vine în orășel un grup de artiști ambulanți, în mijlocul cărora se aflau frumoasa Diana cu pisica în brațe și însuși Magicianul, pentru că în timpul spectacolului prezentat de aceștia în fața locuitorilor, scoțând ochelarii pisicii, li se dezvăluie adevăratul caracter al acestora prin colorarea lor după merit. Aceștia supărați, încep o vânătoare acerbă a pisicii. În ajutorul ei sar copii și oamenii de bună credință, care reușesc să o salveze...

## Distribuție
- Jan Werich – Oliva / Magicianul
- Emília Vášáryová – Diana
- Vlastimil Brodský – profesorul Robert
- Jiří Sovák – Karel, directorul școlii
- Vladimír Menšík – Julia, profesoară
- Karel Effa – Janek
- Vlasta Chramostová – Marjánka
- Alena Kreuzmannová – bârfitoarea
- Stella Zázvorková – Ruzena, soția directorului
- Jaroslav Mares – șeful restaurantului
- Jana Werichová – soția acestuia
- Ladislav Fialka – hoțul
- Karel Vrtiska – morarul
- Václav Babka – milițianul
  - În rolurile de copii:
- Tonda Krcmar
- Dana Dubanská
- Míša Paspíšil
- Pavel Brodský
  - și pisica Mokol

## Premii
- 1963 Festivalul de la Cannes
  - Premiul special al juriului
  - Grand prix technique – Premiul pentru tinere talente
- 1963 Edinburg - Diplomă de merit
- 1964 Barcelona, Festivalul filmului color - Premiul de Argint
- 1964 Salonic, Festivalului Internațional de Film - Premiu